# Chimbu
Chimbu (tok pisin: Simbu Provins) är en provins i Papua Nya Guinea. Huvudort är Kundiawa. Den ligger på den östra delen av Nya Guinea. Provinsen hade 376 473 invånare vid folkräkningen år 2011.

## Administrativ indelning
Provinsen är indelad i sex distrikt:
- Chauve
- Gumine
- Karimui-Nomane
- Kerowagi
- Kundiawa-Gembogl
- Sina Sina-Yonggomugl